# Grinzing
Grinzing war bis 1892 eine eigenständige Gemeinde und ist heute ein Stadtteil Wiens im 19. Wiener Gemeindebezirk Döbling sowie eine der 89 Wiener Katastralgemeinden.

## Geographie

### Lage

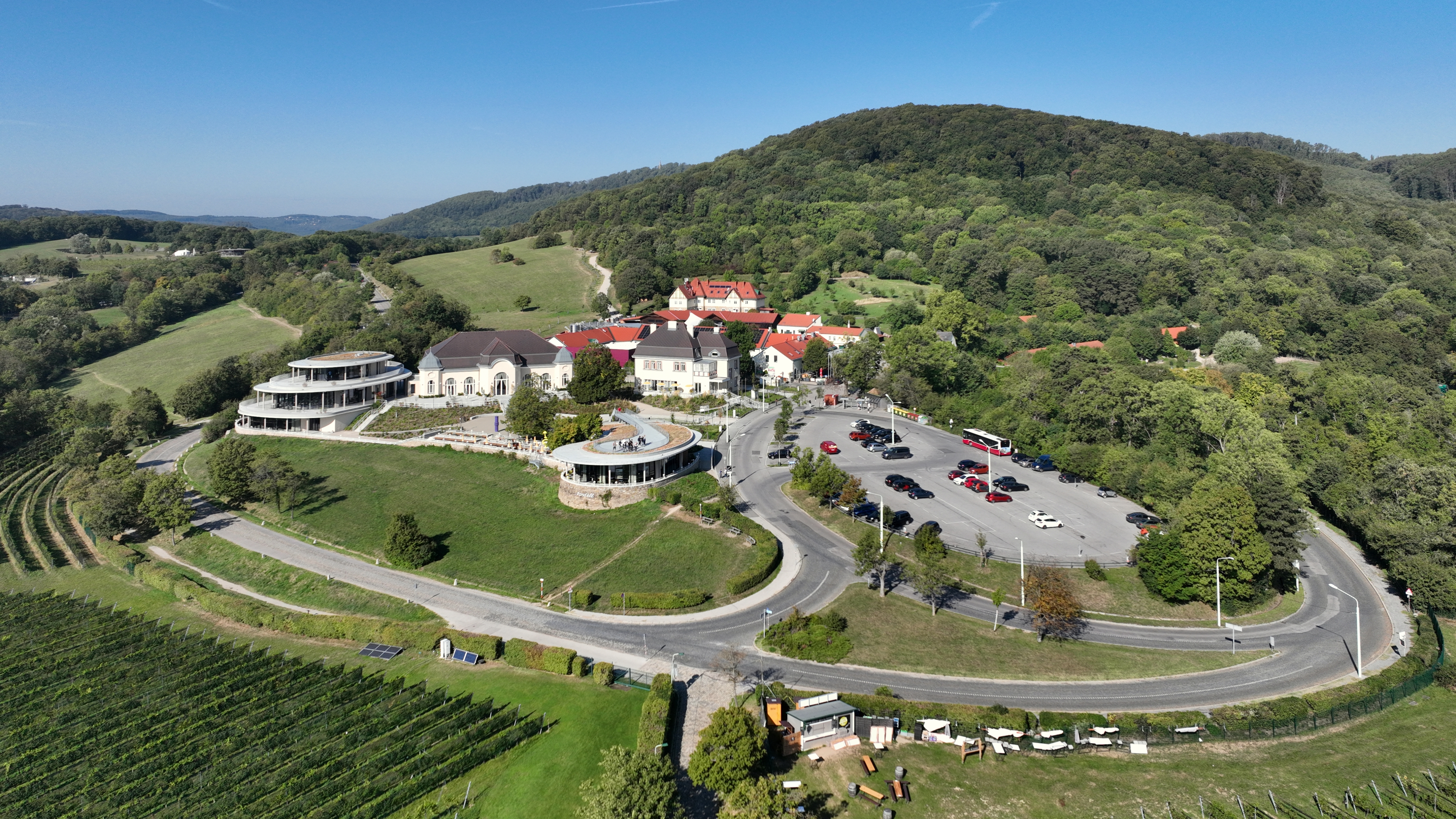
Latisberg mit Cobenzl und Höhenstraße im Vordergrund

Grinzing liegt im Nordwesten Wiens und ist mit einer Fläche von 613,52 ha der größte Bezirksteil Döblings. Im Nordosten grenzt es an das Josefsdorf, danach verläuft die Grenze entlang der Wildgrube und dem Schreiberbach nach Osten und zweigt dann entlang der Springsiedelgasse und dem Neugebauerweg nach Süden ab. Entlang der Hungerbergstraße folgt die Grenze zu Unterdöbling dem Verlauf des Kaasgrabens, der Grinzing von Sievering trennt. Über die Himmelstraße und den Spießweg verläuft die Grenze schließlich in nordwestlicher Richtung zur Stadtgrenze, die Grinzing von Weidling trennt.

### Topographie

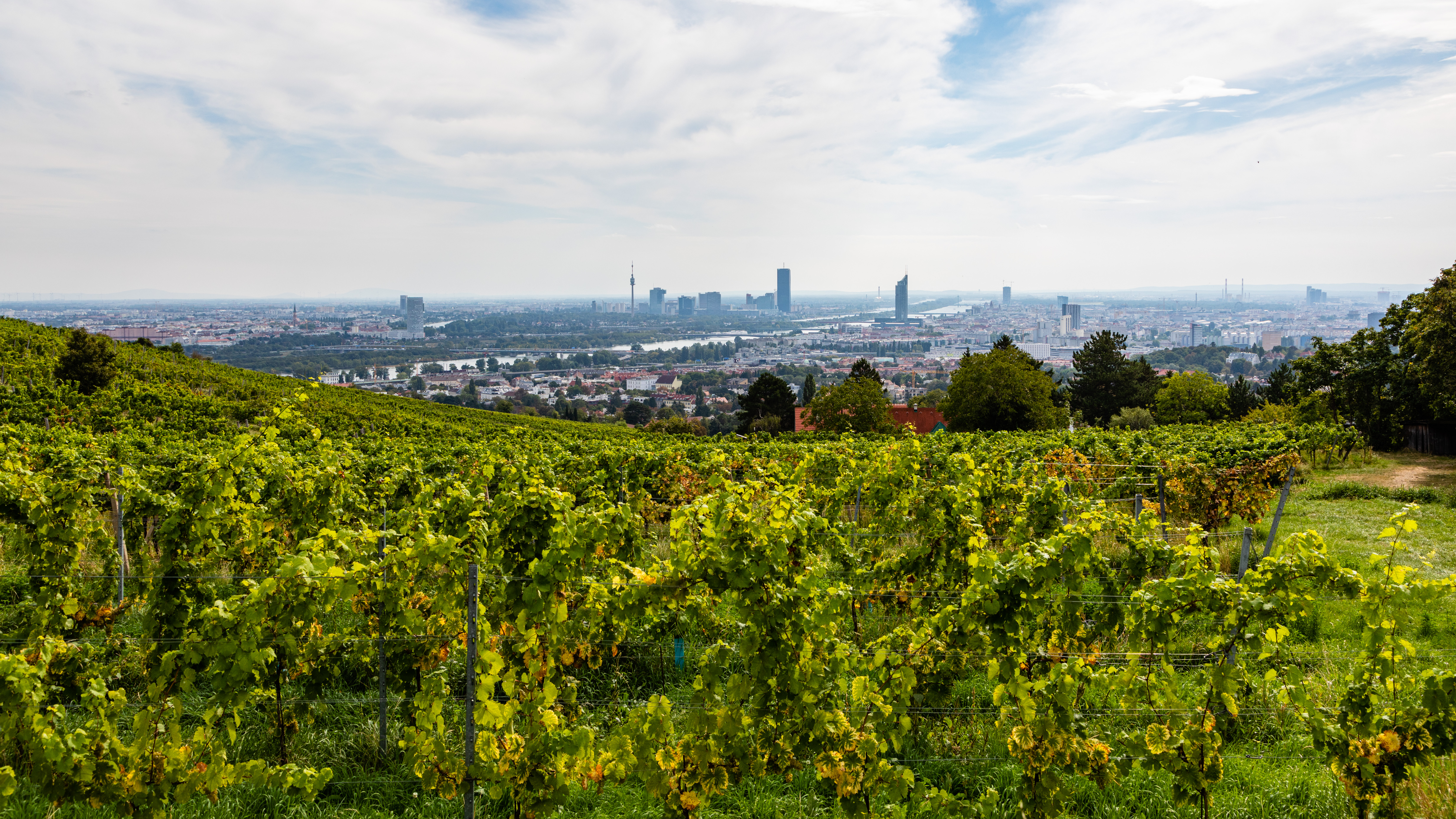
Blick aus den Grinzinger Weinbergen auf Wien

Grinzing ist in weiten Teilen von bewaldeten Bergrücken des Wienerwalds geprägt. An der Grenze zu Niederösterreich liegt hier auch der höchste Berg Wiens, der Hermannskogel. Darüber hinaus liegen hier teilweise sehr bekannte Berge wie der Reisenberg, Latisberg, Vogelsangberg, Hungerberg, Pfaffenberg und Peter-Paul-Berg. In den Teilen des Grinzinger Wienerwaldes liegen auch einige Bäche, so etwa der Schreiberbach in der Wildgrube, der bis kurz vor Nußdorf zum Teil unverbaut verläuft. Darüber hinaus entspringen nördlich des Latisberges der auch Steinbergerbach genannte Nesselbach (der ab dem Krapfenwaldl als Bachkanal geführt wird) und westlich des Reisenberges der Reisenbergbach (der ab der Grenze des Ortskerns ebenso als Bachkanal geführt wird und in den Bachkanal des Nesselbachs mündet), und im westlichen Teil Grinzings liegt das Quellgebiet des Arbesbachs. Ein weiteres Charakteristikum Grinzings sind auch die noch vorhandenen Weinstöcke, die man insbesondere am Reisenberg und am Hungerberg vorfindet.

## Geschichte

### Namensherkunft

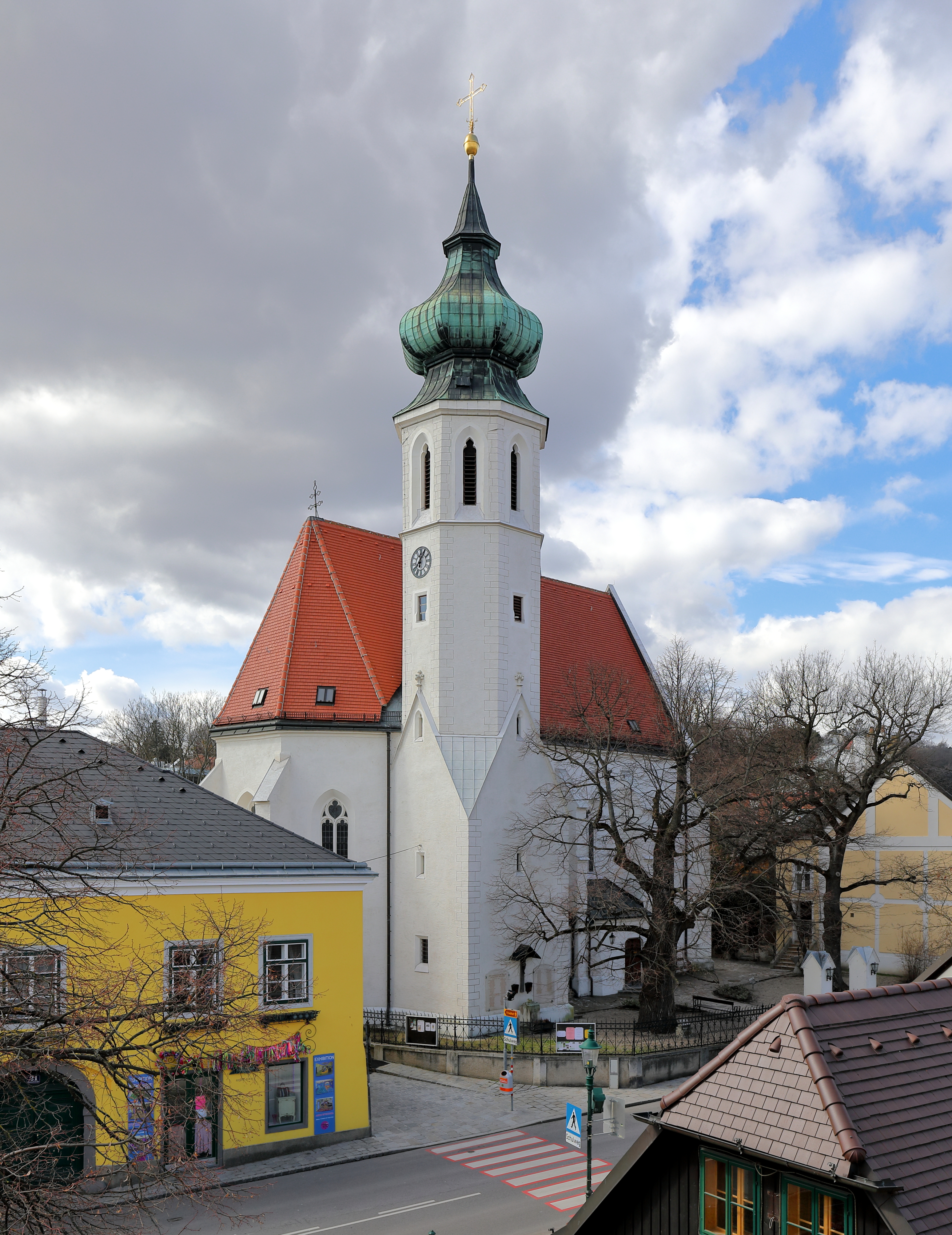
Pfarrkirche Grinzing

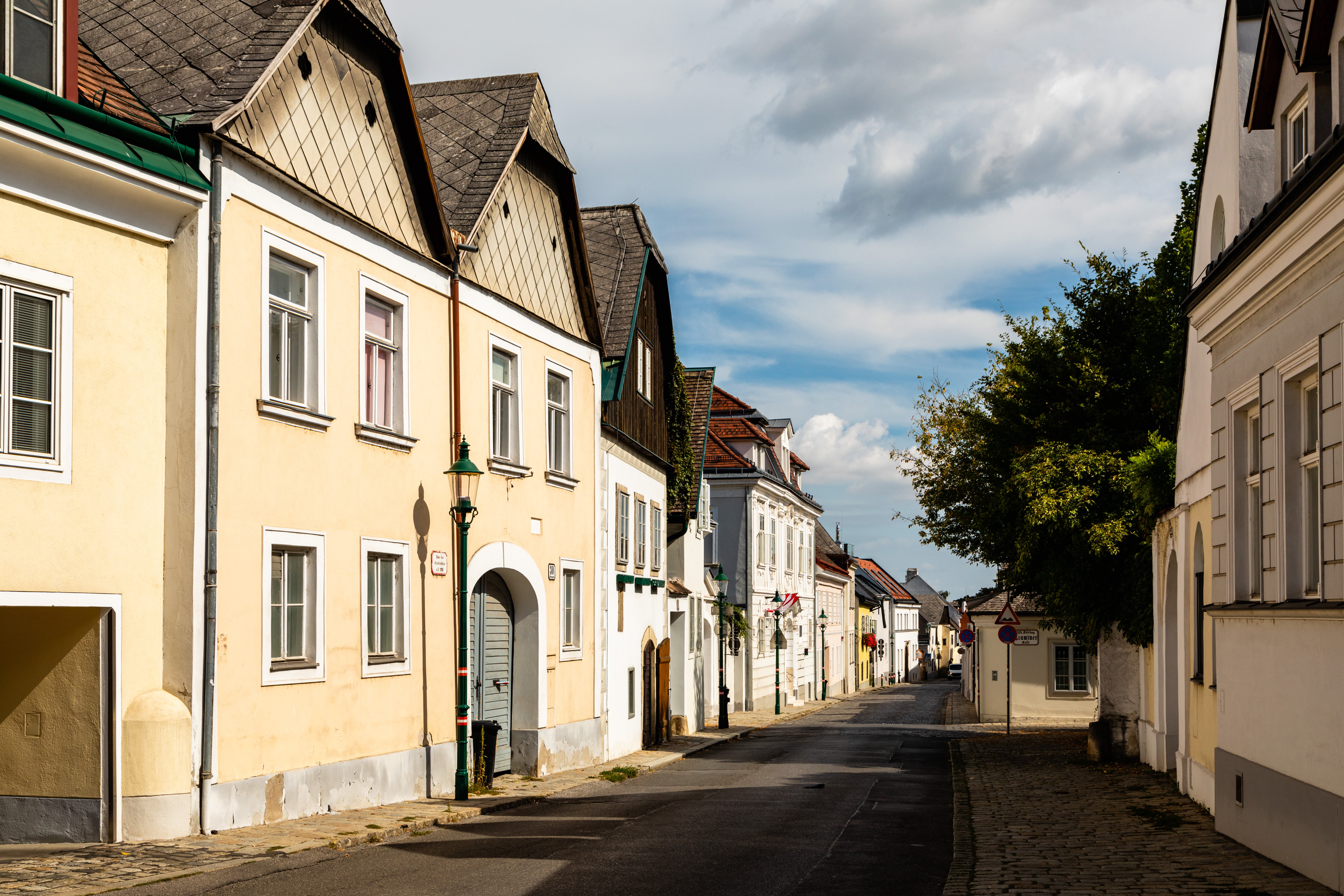
Typischer Straßenzug in Grinzing

Der Name Grinzing ist ein echter -ing-Name, das heißt, er bezeichnet die Zugehörigkeit von Menschen zu einem Sippenoberhaupt. Im Fall von Grinzing leitet sich daher die Bedeutung von „bei den Leuten, die zu einem Mann mit dem Namen Grinzo gehören“ ab. Erstmals urkundlich erwähnt wurde Grinzing 1114 als Grinzigan.
Das Döblinger Bezirksmuseum leitet den Ortsnamen vom Zeitwort „rinnen“ als „g'runnen“ und daraus gebildet „Siedlung am Gerinne“ ab. Der Wortstamm „G'rinn“ ist im Sinne von „Gerinne“, einem Zusammenfluss von Grießbächchen, zu verstehen. Dem entspricht das Gotische, „rinno“ für Grießbach oder Lauf.

### Grinzing im Mittelalter
Das Dorf Grinzing fiel im 11. Jahrhundert an das Geschlecht der Grunzinger. Diese erbauten den später so genannten Trummelhof, von dem sich bis heute Reste im Haus Cobenzlgasse 30 erhalten haben. Dieser ehemalige Herrensitz bezieht seinen Namen daraus, dass er angeblich auf einer römischen Ruine erbaut wurde. Grinzing war bereits im 12. Jahrhundert ein blühendes Dorf. Im Dorf lebten insbesondere Weinbauern und Tagelöhner, die im Dienst der Klöster und reicher Wiener Bürger standen. Das Geschlecht der Grunzinger starb jedoch im 14. Jahrhundert mit Rüdiger von Gründsing aus. 1350 wurde er in der Wiener Minoritenkirche begraben. Grinzing stand unter der Gerichtsbarkeit des Stifts Klosterneuburg, das die Grundobrigkeit über den Ort bis ins 19. Jahrhundert bewahren konnte. 1426 wurde die Pfarrkirche Grinzing, die Kirche „Zum heiligen Kreuz“, errichtet.

### Grinzing in der Neuzeit

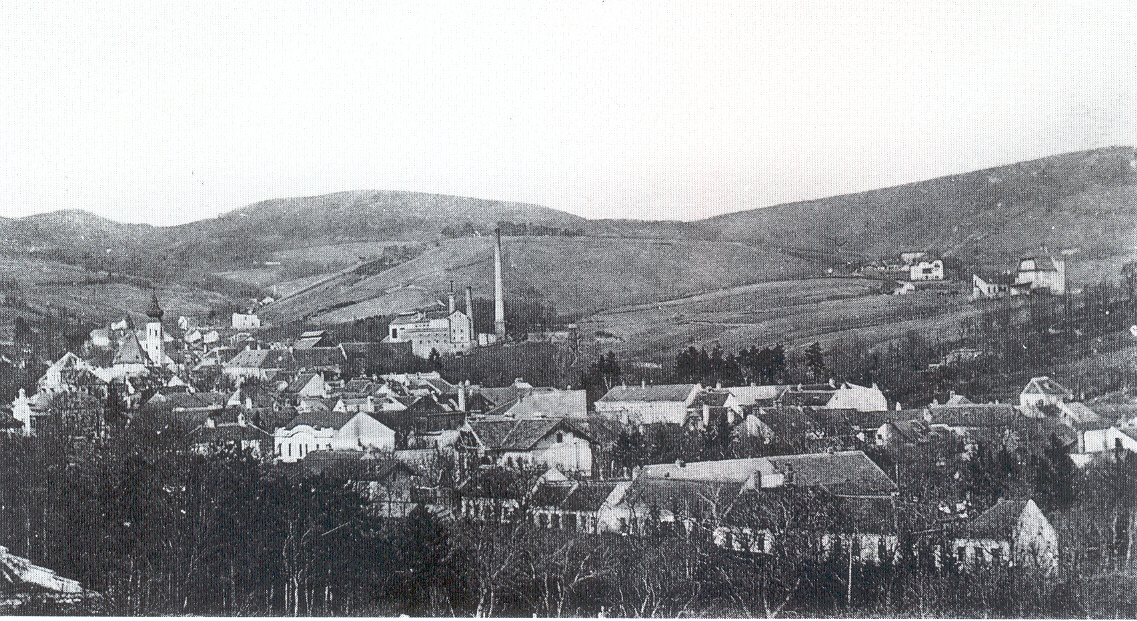
Grinzing nach Norden um 1900

In der Folge litt der Ort jedoch immer wieder unter starken Verheerungen. 1484 verwüstete Matthias Corvinus den Ort, 1529 richteten die Türken starke Schäden an. Darüber hinaus äscherte ein Großbrand Teile des Ortes 1604 ein. 1683 zerstörten erneut die Türken nach dem Wiederaufbau den Ort. Grinzing entwickelte sich trotzdem am besten im Vergleich zu den umliegenden Dörfern. 1713 gab es im Ort bereits 70 Häuser, jedoch traf den Ort die Pest schwer. Mehr als die Hälfte der Häuser war verseucht, 129 Menschen starben. Dies dürfte das Wachstum des Ortes stark gehemmt haben. 1783 wurde die Grinzinger Kirche auch zur Pfarrkirche erhoben, finanziert wurde sie durch die Aufhebung einiger Ordens-Grundherrschaften auf dem Bezirksgebiet durch Joseph II. Grinzing entwickelte sich in der Folgezeit aber nur langsam. 1795 gab es 83 Häuser, 1822 99 Häuser und bis 1835 gab es gar keinen Neubau. 1831 hatte der Ort 99 Häuser mit 835 Einwohnern und war damit kaum größer als noch 1795. Danach setzte jedoch ein stärkeres Wachstum ein. Bis 1890 steigerte sich die Bevölkerung auf 1.421 Menschen in 209 Häusern.
Im Jahre 1892 wurde Grinzing schließlich bis zum Kamm des Wienerwalds mit Oberdöbling, Unterdöbling und den Vororten Kahlenbergerdorf, Nußdorf und Heiligenstadt, Sievering und Josefsdorf zum 19. Wiener Gemeindebezirk Döbling zusammengefasst. Der Rest von Grinzing kam an Weidling.

### Grinzing im 21. Jahrhundert

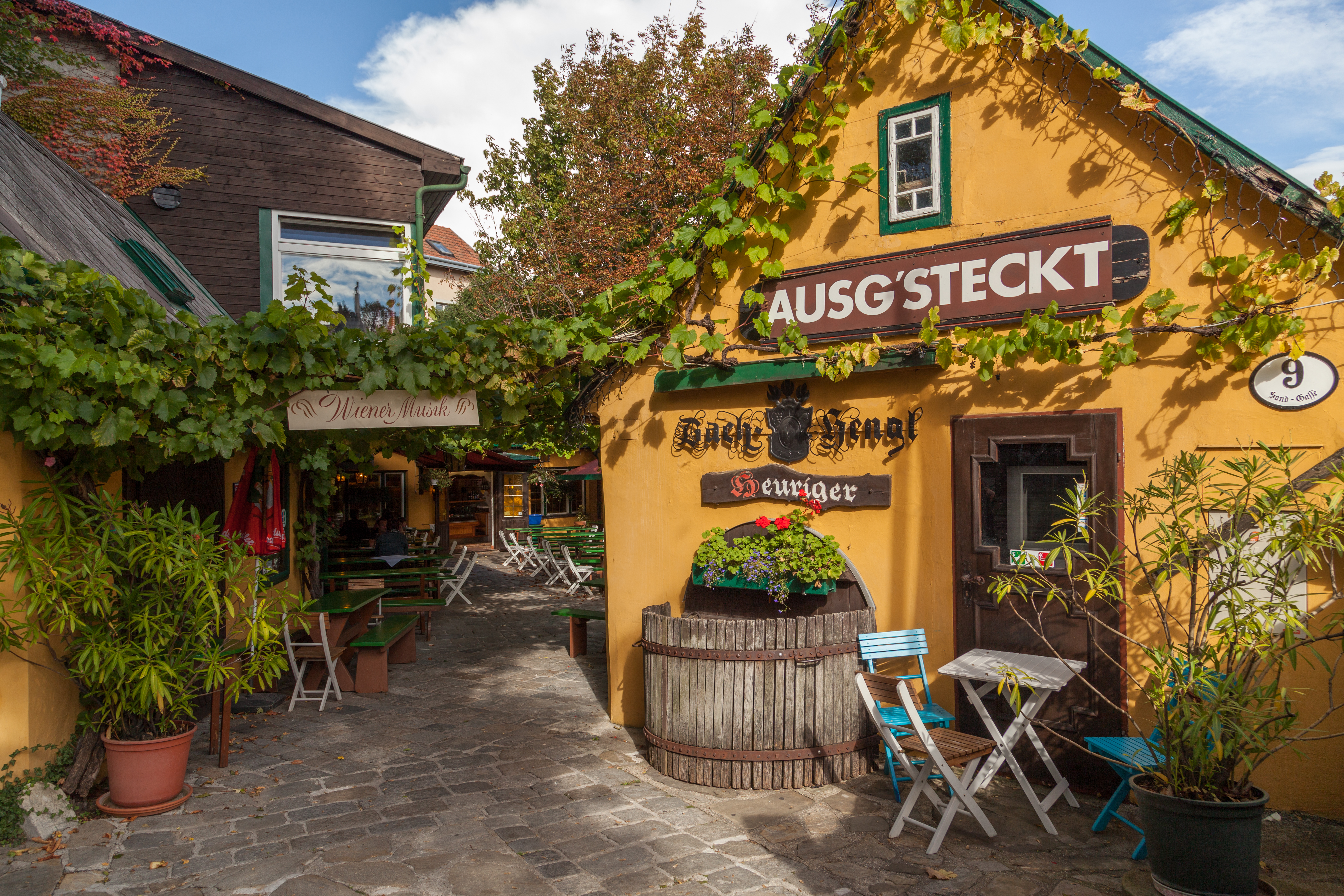
Typisches Heurigen-Lokal in Grinzing

Die Bekanntheit von Grinzing fußt auch heute auf dem Weinbau. Um das Potential der historisch seltenen Struktur des Grinzinger Platzes zu nutzen und die Lebensqualität des Ortskerns zu verbessern, starteten die Döblinger Grünen 2005 einen Ideenwettbewerb für eine innovative Neugestaltung in gemeinsamer Planung mit Bürgern und Experten. Die Gestaltungsideen und -vorschläge für den Grinzinger Platz inklusive Himmelstraße und Cobenzlgasse sollten auf die besondere städtisch-ländliche Übergangssituation im Ortskern von Grinzing eingehen. Der Flächenwidmungs- und Bebauungsplan 2005 für das Grinzinger Ortszentrum verweist in seinem Erläuterungsbericht auf den „Grinzing Plan“ vom „Planungsteam Grinzing“ unter der Leitung von Gustav Peichl von 1975 sowie auf die Bedeutung des historischen Ortsbildcharakters von Grinzing. Die Festsetzung einer Schutzzone für den Großteil des Ortskerns soll die kleinteiligen dörflichen Bebauungsstrukturen und -formen in ihrem Bestand sichern und im straßenabgewandten Wohngebiet maßvolle Entwicklungsmöglichkeiten gewährleisten. Die bereits 2004 massiv einsetzende bauliche Entwicklung und Gentrifizierung sowie die Pachtaufkündigung von traditionellen Weinhauerbetrieben führte zu einer intensiven öffentlichen Diskussion und dem Engagement von Anrainern, prominenten Kunstschaffenden und Bürgerinitiativen wie dem Weltkulturerbe für Grinzing und der Initiative Denkmalschutz für die Grinzinger Kulturlandschaft und Heurigenkultur. Auf Initiative von Stadtrat Rudi Schicker wurde 2007 gemeinsam mit der Kronen Zeitung die Plattform „Grinzing belebt“ als Begleitkomitee für die „Initiative Leitbild Grinzing“ gegründet. Das Bürgerbeteiligungsverfahren startete 2008 mit den Arbeitskreisen „Ortsbild“, „Öffentlicher Raum und Verkehr“ und „Wirtschaft“, um gemeinsam mit Fachexperten Ideen und konkrete Vorschläge zur Verbesserung der Lebens- und Wirtschaftssituation von Grinzing zu entwickeln. Das Leitbild Grinzing sieht den Erhalt von Grinzing „als Wein- und Heurigenort mit seinen Kulturgütern und der umgebenden Kulturlandschaft – den Weingärten“ vor. Das geplante Neugestaltungskonzept des Grinzinger Angers im Leitbildbericht 2009 stieß auf strikte Ablehnung der Anrainer. Die Diskussion um die Grinzinger Kulturlandschaft und das Weltkulturerbe für Grinzing und die Region der Wiener Pforte ist prolongiert.

## Wirtschaft

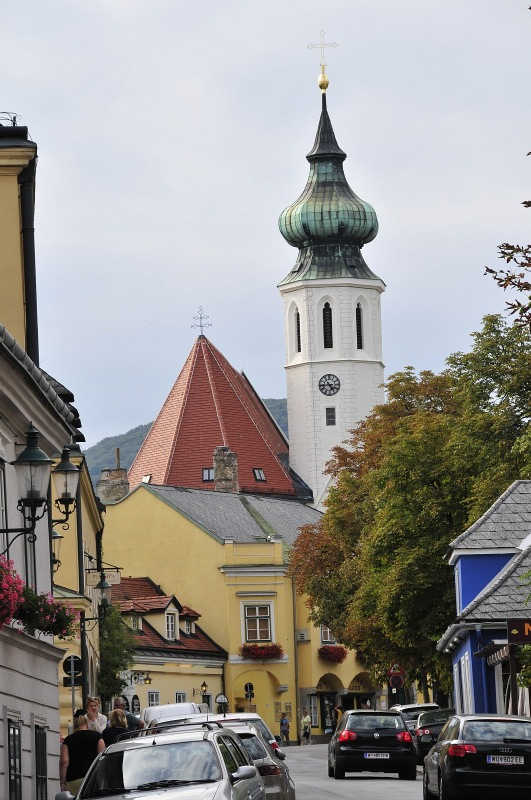
Grinzing mit Blick auf die Pfarrkirche

Die Flurverteilung von 1826 in Grinzing lässt die Bedeutung des Weinbaus und der Holznutzung erahnen. 45 Prozent der Gesamtfläche war von Wald bedeckt, der dem Stift Klosterneuburg gehörte. Weitere 23 Prozent waren als Rebflächen genutzt, während der Ackerbau mit einem Anteil von knapp 10 Prozent eine untergeordnete Rolle spielte. Neben dem Weinbau spielte in Grinzing zeitweise auch das Brauwesen eine Rolle. 1814 wurde die Grinzinger Brauerei im Trummelhof gegründet. Sie bestand mit einigen Unterbrechungen bis 1931.

## Sehenswürdigkeiten

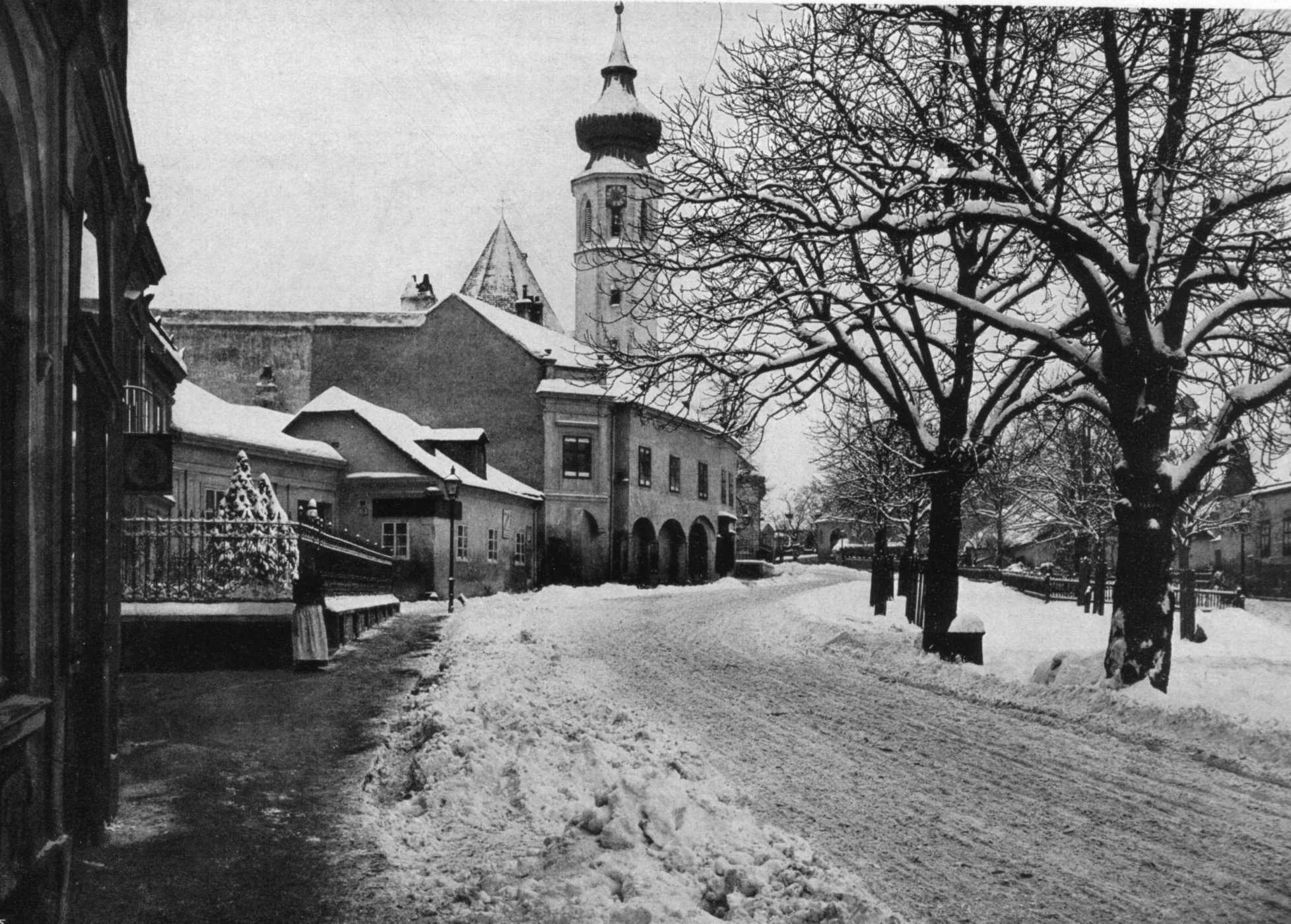
Pfarrkirche Grinzing um 1900

Neben den zahlreichen Heurigen sind insbesondere die Grinzinger Pfarrkirche und die Kaasgrabenkirche sehenswert. 
Eine besondere Kostbarkeit stellt die Orgel in der Pfarrkirche Grinzing dar: Bis 1829 bestand in der Kirche ein barockes Brüstungspositiv mit vier Registern, auf welchem nach örtlicher Überlieferung mehrmals Beethoven so wie auch Schubert musizierten. Aufgrund einer besonders guten Weinlese 1829 wurde der Wiener „bürgerliche Orgelmacher“ Christoph Erler beauftragt, das Instrument um ein zusätzliches Hauptwerk und Pedal auf elf Register zu erweitern. Dabei blieb das erwähnte Brüstungspositiv unverändert erhalten aber in ein neues Gehäuse gestellt. 1857 erfolgte aus dem gleichen Grund eine neuerliche Vergrößerung der Orgel auf 15 Register durch den Orgelbauer Alois Hörbiger. 1895 tauschte Orgelbauer Josef Ullmann ein Register des Brüstungspositivs im Diskant aus. Ab 1975 war die Orgel mangels Pflege so verfallen und unspielbar, dass sie durch ein elektronisches Keyboard ersetzt wurde. Auf Initiative des in Grinzing geborenen Orgelbauers Peter Maria Kraus wurde die historische Orgel 1997 in dessen Werkstätte aufwendig und nach strengsten musealen Maßstäben restauriert. Seither steht sie wieder in Verwendung.

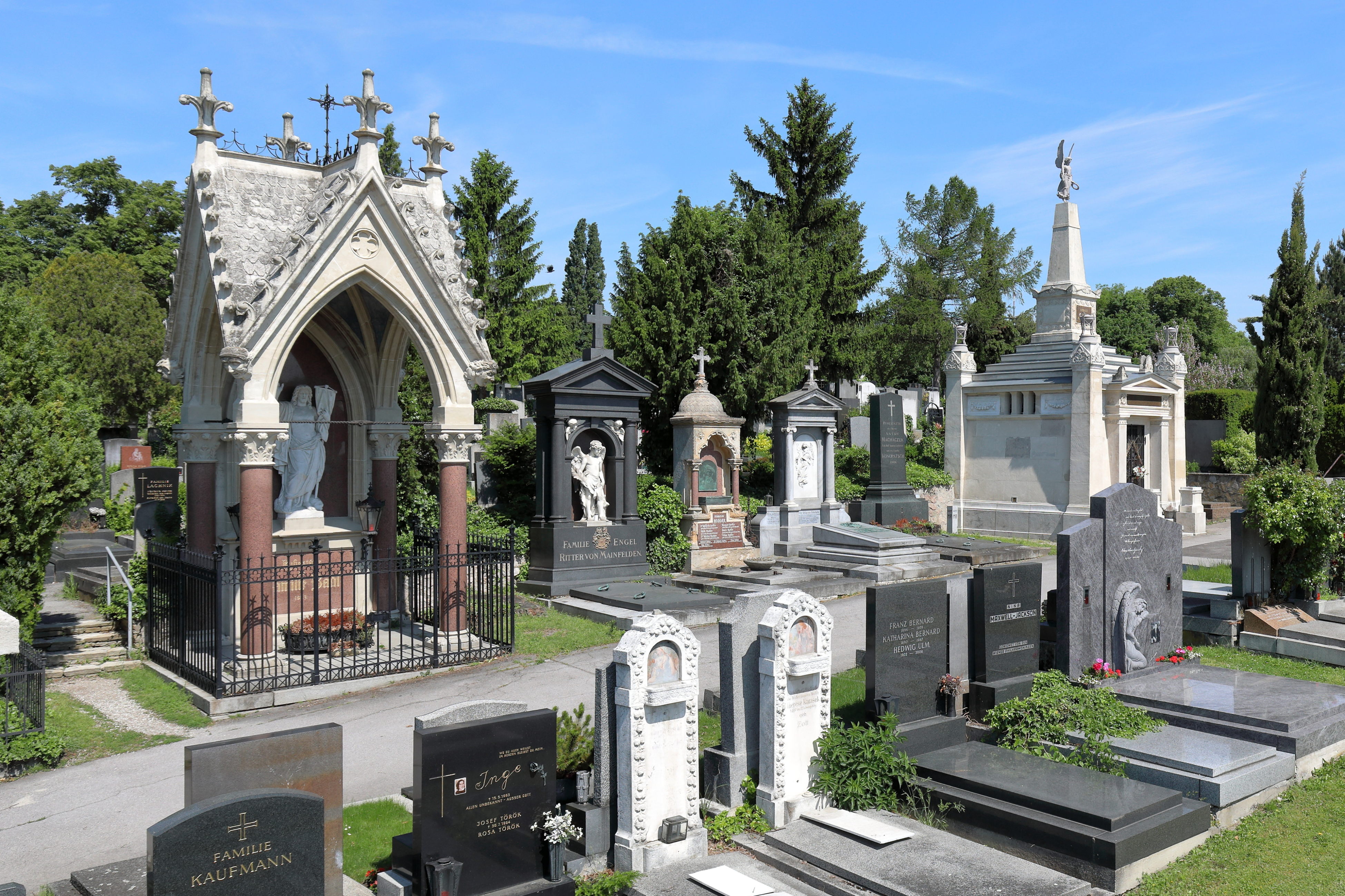
Alter Bereich des Grinzinger Friedhofes

Auf dem Grinzinger Friedhof befinden sich die Gräber von Gustav Mahler, Alma Mahler-Werfel, Attila Hörbiger, Paula Wessely, Peter Alexander, Heimito von Doderer, Ida Krottendorf, Helmut Lohner und Thomas Bernhard.
Besonders erwähnenswert sind die Weinberge in und um Grinzing, die auch einen Teil der Wiener Grünanlagen ausmachen. – Mit 40 Baumarten wurde hinter dem Weinlokal Oktogon eine Art Stelenfeld im Amphitheater gestaltet. Diese Bäume symbolisieren den Zyklus eines Jahres, jede Baumart steht für ein Sternkreiszeichen bzw. eine Geburtsdekade. Jede Stele verfügt über einen Lautsprecher, der auf Knopfdruck mit der Stimme des Schauspielers Klaus Maria Brandauer einen Steckbrief über den entsprechenden Baum und die ihm zugedachten Eigenschaften in klarer Aussprache vermittelt. – Die kleine Grünanlage kann somit als biologisches Riesenhoroskop angesehen werden.
Im weitläufigen Teil des Wienerwaldes liegen weiters die Habsburgwarte auf dem Hermannskogel, das Karl-Lueger-Denkmal, das Restaurant Cobenzl am Reisenberg sowie der romantische Wald-Biedermeierfriedhof an den Hängen des Kahlenbergs, u. a. mit den Gräbern der „schönsten Frau des Wiener Kongresses“ sowie verschiedener Hocharistokraten der Ära Metternich.
Die zentralen Teile Grinzings sind von der Stadt Wien als bauliche Schutzzone ausgewiesen.

## Persönlichkeiten
- Anna Plommer (1836–1890), Landschaftsmalerin

## Esel für den Kahlenberg
Wie das Werk Wien’s Umgebungen auf zwanzig Stunden im Umkreise von Adolf Schmidl, ein Wanderführer aus dem Biedermeier, aus dem Jahre 1835 berichtet, gab es damals in Grinzing für Wanderer auf den Kahlenberg oder zum Krapfenwaldl eine für Wien einzigartige Einrichtung:
„Links geht es auf den Kobenzl- oder Reisenberg, rechts auf den Josephs- oder Kahlenberg. Hier ist denn auch das Haus Nr. 41, wo man Esel und Pferde in Bereitschaft findet, um den Berg hinauf reiten zu können. Man bezahlt für den Ritt auf den Kahlenberg oder das Krapfenwäldchen 20 Kreuzer, und eben so viel von dort zurück. Wie sehr durch diese Anstalt einem Bedürfnisse des Publikums abgeholfen wurde, beweist: daß an schönen Sommertagen die Thiere den ganzen Tag über so beschäftigt sind, daß man sie im Voraus bestellen muß, wenn man sicher seyn will, eines zu bekommen. Es ist aber kaum glaublich, daß erst vor zwei Jahren diese Einrichtung getroffen wurde, und noch weniger glaublich, daß das unnaturhistorische Vorurtheil gegen den trefflichen Langohr bei dem Wiener so tief gewurzelt ist, daß diese Kavalkade lange Zeit mit Satyre und Ironie aller Art zu kämpfen hatte.'“